# 816 Juliana
Juliana (asteroide 816) é um asteroide da cintura principal com um diâmetro de 59,85 quilómetros, a 2,6709859 UA. Possui uma excentricidade de 0,1100138 e um período orbital de 1 899 dias (5,2 anos).
Juliana tem uma velocidade orbital média de 17,19287779 km/s e uma inclinação de 14,32657º.
Esse asteroide foi descoberto em 8 de Fevereiro de 1916 por Max Wolf.